# Хонатан Вієра
Хонатан Вієра Рамос (ісп. Jonathan Viera, нар. 21 жовтня 1989, Лас-Пальмас-де-Гран-Канарія) — іспанський футболіст, півзахисник клубу «Бейцзін Гоань».

## Клубна кар'єра
Вихованець клубу «Лас-Пальмас» , де він отримав прізвисько Ромаріо. Професійну футбольну кар'єру розпочав 2008 року у другій команді клубу. 2010 року став гравцем основної команди, в тому ж сезоні відзначившись першим в кар'єрі хет-триком, забивши 3 з 5 м'ячів у переможному матчі «Лас-Пальмаса» з «Барселоною Б». У наступному сезоні молодий півзахисник став другим за забитими м'ячами снайпером команди, всього одним м'ячем поступившись своєму одноклубнику Вітолі.
6 травня 2012 року Хонатан Вієра підписав 5-річну угоду з клубом Ла Ліги «Валенсією». Угода обійшлася «кажанам» в 2,5 мільйона євро.
30 серпня 2013 року був відданий в оренду в «Райо Вальєкано» на рік без права викупу. Всього встиг відіграти за мадридський клуб 26 матчів у національному чемпіонаті.
1 вересня 2014, після повернення з «Райо», достроково покинув «Валенсію», підписавши контракт з бельгійським «Стандардом».
14 січня 2015 був орендований, а через пів року і викуплений за 900 тис євро рідним «Лас-Пальмасом».
19 лютого 2018 став гравцем «Бейцзін Гоань», підписавши з клубом контракт на 4 роки. Трансфер Хонатана обійшовся китайському клубу приблизно в 11 млн євро.
В серпні 2019 до кінця року повернувся в «Лас-Пальмас» на правах оренди.

## Виступи за збірну
Хонатан Вієра викликався в молодіжну збірну Іспанії, 2011 року провівши за неї 2 матчі.
У 2017 дебютував у складі національної збірної Іспанії.

## Титули і досягнення
- Володар Кубка Китаю (1):

«Бейцзін Сінобо Гоань»: 2018